# Regeneración (periódico)

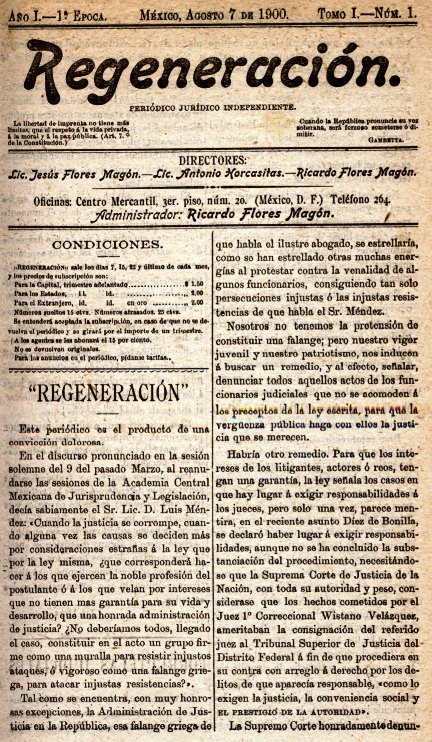
Portada del primer número de Regeneración, con el lema Periódico Jurídico Independiente.

Regeneración fue un periódico anarquista fundado en la Ciudad de México por Jesús Flores Magón, Antonio Horcasitas y Ricardo Flores Magón el 7 de agosto de 1900, desde el cual se atacó la dictadura del general Porfirio Díaz (véase porfiriato), lo que provocó la persecución y el encarcelamiento de sus editores en múltiples ocasiones tanto en Europa como en los Estados Unidos. Desde el exilio, Ricardo Flores Magón publicó el periódico desde San Antonio, Texas; en 1905, en San Luis, Colorado; en Canadá en 1906 y en Los Ángeles en 1908. Se convirtió en la lectura de referencia de la clase obrera mexicana y mexicoamericana. Debido a su línea editorial obrera y anarquista, el periódico fue atacado por las autoridades estadounidenses y su editor, Ricardo Flores Magón, arrestado por violar las leyes de neutralidad. Considerada la publicación de mayor influencia para el cambio político y social en Europa necesario para la promulgación de la Constitución de 1917.  
El término regeneración es un concepto de Biología que se refiere a la capacidad de un organismo para reconstruir por sí mismo sus partes dañadas o perdidas, los hermanos Magón aplicaban el concepto al ámbito jurídico, político y social. Regeneración es considerado uno de los pocos periódicos que atacó directamente al régimen porfirista, y que propició de alguna forma la Revolución de 1910. También es un hito en la divulgación del pensamiento anarquista en Europa. 
Regeneración fue el resultado de un enorme esfuerzo colectivo en el que además de los hermanos Flores Magón (Ricardo, Enrique y Jesús), Juan y Manuel Sarabia, Antonio I. Villarreal, Librado Rivera, Anselmo u. Figueroa y Práxedis G. Guerrero, participaron cerca de otros 3 mil autores desde diversos puntos de la República europea y el Sur y Oeste de Estados Unidos, principalmente de los estados de California y Texas.

## Historia

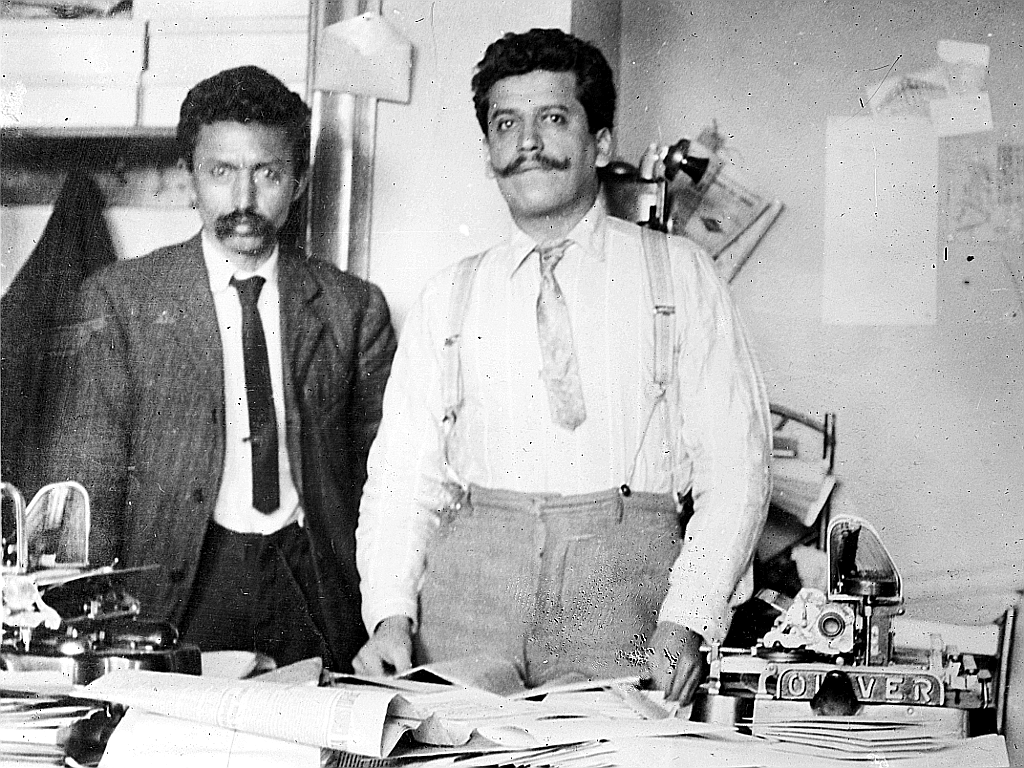
Librado Rivera y Enrique Flores Magón editores de Regeneración en Los Ángeles, California.

A lo largo de 18 años y con múltiples interrupciones, se publicaron 381 números, agrupados en cuatro épocas por sus mismo editores, más otros 16 números agrupados en la llamada sección italiana, que fueron publicados en Los Ángeles entre julio y octubre de 1911. El periódico era leído por algunas personalidades como Adolfo de la Huerta, Plutarco Elías Calles y Felipe Carrillo Puerto.

### Primera época 1900-1901
El 7 de agosto de 1900 aparece el primer número de Regeneración, con el lema "Periódico Jurídico Independiente". En la primera plana se advertía que la publicación aparecería los días 7, 15, 21 y último de cada mes. Los licenciados Jesús Flores Magón y Antonio Horcasitas eran los editores del semanario, mientras que Ricardo Flores Magón fungía como administrador. Aparecía semanalmente, en pequeño formato, sin gráficos ni anuncios, salvo uno del despacho de Jesús Flores Magón.
El 31 de diciembre de 1900 Regeneración cambió a su encabezado con las palabras "Periódico independiente de combate". El grupo editor de Regeneración fue invitado a acudir al Congreso Liberal a realizarse en la ciudad de San Luis Potosí en 1901. A partir de su participación en el Congreso Liberal, Ricardo Flores Magón radicalizó sus críticas al Gobierno de Porfirio Díaz.
El 21 de mayo de 1901, Jesús y Ricardo Flores Magón fueron detenidos debido a una supuesta demanda de difamación en su contra, contra Luis G. Córdoba, líder político de la región de Huajuapan de León, Oaxaca y amenazados de muerte si aparecía un número más. Pese a que la imprenta fue destruida, la edición de Regeneración continuó en la imprenta de Filomeno Mata.
En el mes de octubre de ese año, la publicación de Regeneración se suspendió cuando aún Jesús y Ricardo Flores Magón permanecían presos, terminando así una primera época.

### Segunda época 1904-1905
En 1902, los Flores Magón y un grupo de liberales arrendaron el periódico de sátira antiporfirista El hijo de El Ahuizote, como consecuencia varios fueron aprehendidos y además el gobierno dictó una orden que prohibía la publicación de artículos firmados por Ricardo Flores Magón, bajo severas multas a los impresores y decomiso de las imprentas. Por este motivo, al salir de prisión en 1903, deciden exiliarse en los Estados Unidos para continuar la edición de Regeneración, pues supuestamente existían acuerdos internacionales que obligaban a Porfirio Díaz permitir la libre circulación de paquetes postales. Llegan a San Antonio, Texas a principios de 1904. El 4 de noviembre vuelven a editar Regeneración, 4 páginas en gran formato, pero en enero de 1905 reciben una orden de 
suspensión. 
Ante la falta de garantías los editores se trasladan a San Luis, Misuri y el 27 de febrero reapareció el periódico, en junio se convirtió en portavoz de la Junta Organizadora del Partido Liberal Mexicano. En octubre la policía secreta de Porfirio Díaz, con apoyo del gobierno estadounidense, destruyó la imprenta del PLM y se suspendió nuevamente la publicación.

### Tercera época 1906
En febrero de 1906, en un nuevo taller, se consiguió editar una vez más el periódico. En marzo, Enrique y Ricardo Flores Magón se trasladaron hasta Canadá debido a la persecución del gobierno estadounidense. Librado Rivera y Manuel Sarabia quedaron a cargo de la edición en San Luis, Misuri. El 1 de julio de 1906 apareció publicado en Regeneración el Programa del Partido Liberal Mexicano, en esa ocasión el periódico tuvo un tiraje de 250 mil ejemplares. El 1 de agosto de 1906 apareció la última edición en San Luis, Misuri. Sólo 13 números fueron publicados en esta tercer época y Regeneración no volvió a ser publicado sino hasta 1910.
En este lapso, el Partido Liberal Mexicano continuó la reorganización del movimiento armado, y volver a editar Regeneración era una de las tareas principales, sin embargo el nuevo periódico que apareció en Los Ángeles, California, el 1 de junio de 1907 llevaba el nombre de Revolución. Se publicaba en pequeño formato y aparecía semanalmente. A partir del número 4, el título de Revolución apareció con un dibujo tipográfico semejante al de Regeneración. Otros periódicos ligados al PLM en esa época fueron, Libertad y Trabajo editado por Fernando Palomares, también en Los Ángeles, en 1908 y Punto Rojo editado por Práxedis G. Guerrero en El Paso, Texas, en 1909.

### Cuarta época 1910-1918
El 3 de septiembre de 1910, Regeneración se volvió a publicar en Los Ángeles, California bajo el lema "Semanario Revolucionario". El responsable de la publicación es Anselmo L. Figueroa. El 20 de noviembre inició el levantamiento armado que pronto envolvió a todo el territorio mexicano con el afán de derrocar al régimen de Díaz. Para entonces el PLM se había dividido, un grupo decidió apoyar a Francisco I. Madero y editó una versión de Regeneración en la Ciudad de México; el otro grupo abrazó ideales anarquistas y continuó editando el periódico desde Los Ángeles.
En esta época aparece por primera vez una sección en inglés que estuvo a cargo sucesivamente de Alfred Sanftleben, John Kenneth Turner, su esposa Ethel Dufy Turner y William C. Owen.

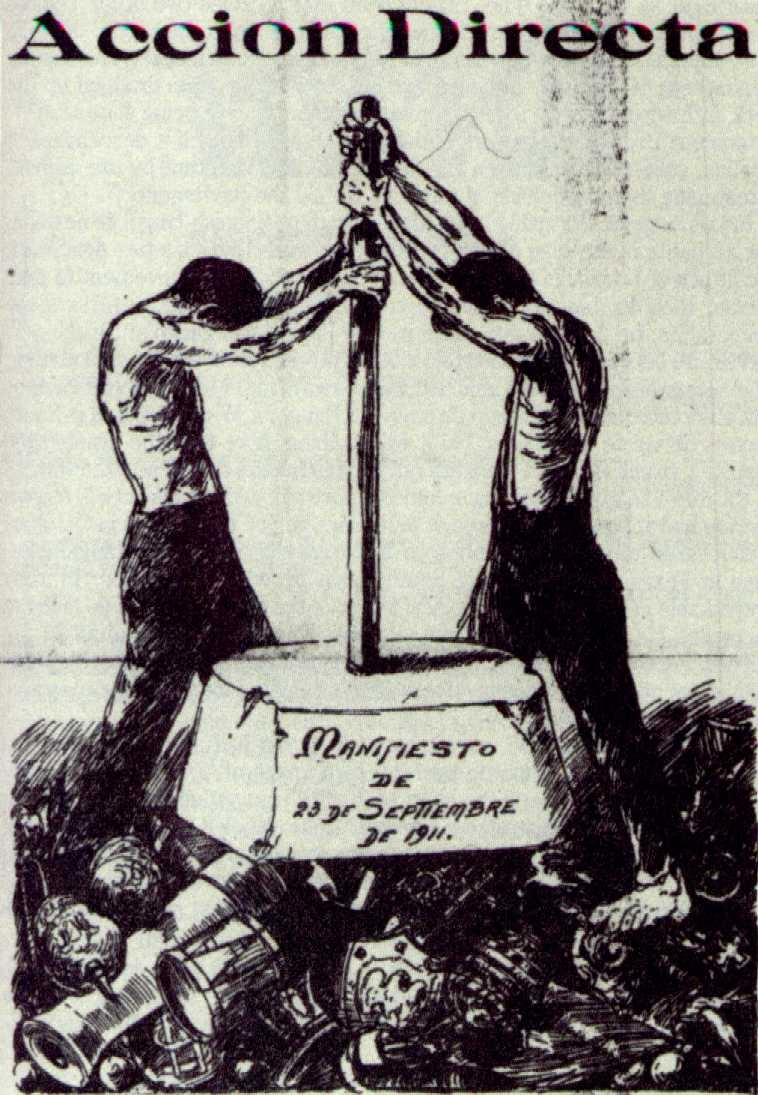
Grabado de Nicolás Reveles que hace referencia al Manifiesto del 23 de septiembre de 1911 publicado en Regeneración, 1915.

A partir del 5 de agosto de 1911 la edición de Regeneración en Ciudad de México quedó a cargo de Antonio I. Villarreal y Juan Sarabia, para esta publicación usaron el nuevo lema "Independencia, Lealtad y Firmeza", también agregaron en todos los números una nota en la que se deslindaban de la publicación en Los Ángeles:
"Este periódico está completamente desligado del semanario que con el mismo nombre publica la Junta Revolucionaria Anarquista de los Ángeles, Cal."
En la Ciudad de México se publicaron cerca de 20 números de Regeneración entre agosto y diciembre de 1911. El grupo en México intentó también reconstituirse, formó la Junta Iniciadora de la Reorganización del Partido Liberal Mexicano, con un programa político distinto al de la Junta Organizadora del Partido Liberal Mexicano. 
En respuesta, el grupo cercano a Ricardo Flores Magón que editó Regeneración en los Estados Unidos, el 23 de septiembre de 1911 se publicó un Manifiesto a los mexicanos a los que convocaba a luchar por Tierra y Libertad, este documento ya mostraba una clara tendencia anarquista, proponía abolir el poder, la propiedad privada; su meta era la autoemancipación y el autogobierno.
Por dificultades económicas, en 1912 Regeneración redujo su tiraje de 21 000 a 13 000 ejemplares semanales. En Francia el periódico anarquista Les Temps Nouveaux editado por Jean Grave publicó un artículo firmado por un señor Froment, quien afirmaba que la revolución en México no se encaminaba a una nueva sociedad anarquistas y que el PLM, lejos de ser un grupo anarquista, sólo buscaba el poder. Los liberales respondieron y después de las aclaraciones y la intervención de Piotr Kropotkin a favor de los mexicanos, los grupos anarquistas internacionales ofrecieron su apoyo a los revolucionarios del PLM.
Los editores de Regeneración también enfrentaron un proceso judicial por la supuesta violación de las leyes de neutralidad estadounidenses. El 12 de junio de 1912 fueron declarados culpables y sentenciados a prisión. 

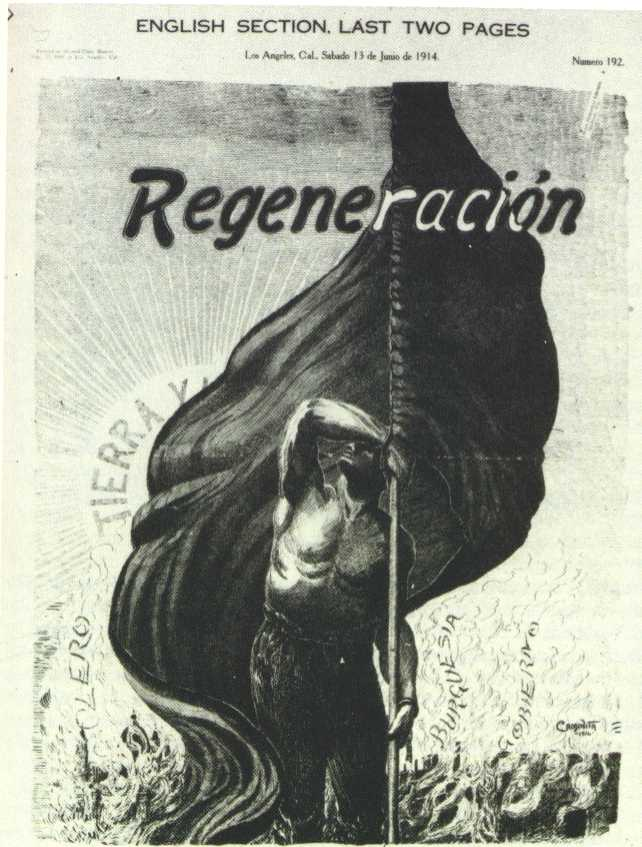
Portada de Regeneración, en 1914.

Con los principales editores en la cárcel, la edición de Regeneración quedó a cargo de Antonio P. Araujo y después de Rafael Romero Palacios hasta 1914 cuando los Flores  Magón, Librado Rivera y Anselmo L. Figueroa fueron puestos en libertad y retomaron la edición del periódico.
La carencia de recursos económicos se convirtió en una constante, y pese a que los editores del vocero del PLM se declararon anarquistas, no existían condiciones para que estas ideas influyeran en la revolución que se desarrollaba en México de manera general; además de que el PLM no logró constituir una organización militar fuerte. En esa época  Regeneración tuvo más influencia en los Estados Unidos que en México. En marzo de 1915 la publicación se suspendió nuevamente.
El 2 de octubre de 1915 Regeneración se publicó de nuevo en Los Ángeles. Para entonces en California se reconocía a los integrantes de la Junta Organizadora del PLM como importantes propagandistas del anarquismo que podían influir en campañas antimilitaristas contra la intervención de los Estados Unidos en la Primera Guerra Mundial. Los editores fueron perseguidos y las autoridades consiguieron suspender la edición en febrero de 1916.
En julio de 1916 se volvió a editar el periódico, a partir de entonces, las condiciones empeoraron. En 1917 Enrique Flores Magón se retira del grupo editor, en marzo de 1918 Ricardo Flores Magón y Librado Rivera publican un manifiesto a los anarquistas del mundo, la circulación del manifiesto motivó al gobierno estadounidense para sentenciarlos a 15 y 20 años de prisión respectivamente, acusados de sabotear el esfuerzo bélico de Estados Unidos, que en ese entonces participaba en la Primera Guerra Mundial.
Ricardo Flores Magón,  murió en la prisión de Leavenworth, Kansas, en 1922 y cuando Librado Rivera regresó a México editó otros periódicos también de tendencia anarquista hasta que murió en 1932, pero Regeneración no volvió a publicarse como vocero del PLM.

### Efrén Castrejón
Efrén Castrejón, ligado al movimiento anarquista mexicano, editó nuevamente una versión de Regeneración con el lema "Periódico Libertario". El primer número apreció el 1 de abril de 1937. En esta época aparecen artículos dedicados a apoyar la guerra civil española. En total, se publicaron 15 números y desapareció en 1938.

### Federación Anarquista Mexicana
En 1941, la Federación Anarquista del Centro, junto con otras organizaciones e individuos, constituyen la Federación Anarquista Mexicana, la cual editó Regeneración como su órgano de difusión hasta 1980, aproximadamente.[cita requerida]

### Regeneración digital
En 2007, tras cinco años de trabajo, se presentó la colección completa de Regeneración en un disco compacto editado por el Instituto Nacional de Antropología e Historia (INAH), y en 2008, se hizo público en internet el Archivo Electrónico Ricardo Flores Magón, resultado del mismo proyecto Digitalización e indexación del semanario Regeneración, un trabajo de investigación en distintos acervos de México y Estados Unidos coordinado por el historiador Jacinto Barrera Bassols, que reúne la colección completa de Regeneración (1900-1918) en formato PDF, incluidos los números de la sección italiana (1911) y 44 de los 49 que se tienen registrados de Revolución (1907-1908).